# Challenge international de tourisme 1934
Navigation
Challenge 1932
Le Challenge 1934 est la quatrième édition du Challenge International de Tourisme qui s'est déroulé du 28 août au 16 septembre 1934 à varsovie, en Pologne. 

## Organisation
Le concours est organisé par la Pologne à la suite de la victoire de Franciszek Żwirko lors de l'édition précédente. 
Seules des équipes provenant de quatre nations ont participé au Challenge en 1932 : l'Allemagne (13 équipages), la Pologne (12 équipages), l'Italie (6 équipages) et la Tchécoslovaquie (3 équipages). La France et la Suisse n'ont pas participé contrairement à l'édition précédente. Le retard pris sur le développement du Caudron C-500 en est principalement la cause coté français. L'aviateur britannique Walter MacPherson s'est inscrit au concours dans l'équipe polonaise.
La cérémonie d'ouverture a eu lieu à midi le 28 août 1934 au Pole Mokotowskie à Varsovie (l'équipe italienne était en retard de deux heures en raison des conditions météorologiques et est arrivée pendant la cérémonie). Au cours d’un spectacle aérien, un avion polonais PZL P.7a effectuant une voltige aérienne s’est écrasé, le pilote étant juste blessé. Le concours comportait trois parties : des épreuves techniques, un rallye à travers l’Europe et une épreuve de vitesse. L'un des objectifs du Challenge étant de stimuler les progrès en développement d'aéronefs, il ne s'agissait pas uniquement de la concurrence des pilotes, mais les essais techniques comprenaient également une évaluation de la construction qui promouvait des conceptions plus avancées.

## Compétition

### Épreuves techniques
Du 29 août l'évaluation technique de la construction de l'avion concurrent a commencé. Comme il s’agissait d’un concours d’avions touristiques, il comportait des critères notamment sur une cabine confortable avec une bonne vue, la présence des troisième et quatrième sièges, des sièges placés côte à côte, un ensemble complet de commandes, la facilité et le moment du démarrage du moteur, la facilité du pliage des ailes, des dispositifs de sécurité et une construction moderne utilisant du métal ont été récompensés. La vue a été évaluée en plaçant une lampe dans la cabine alors que l'avion était dans un hangar sombre et en examinant la zone claire. Tous les aéronefs allemands, deux italiens et Puss Moth, dépassaient la limite de poids à vide de 560,56 kg et ont dû retirer certaines pièces superflues. Le premier essai technique à être achevé a été un démarrage rapide du moteur, effectué du 31 août au 1er septembre. La plupart des aéronefs ont marqué le maximum de 24 points.
L'évaluation technique a duré jusqu'au 4 septembre et la plupart des points ont été attribués aux Bf 108 (450-452 pts), suivis du Pallavicino PS-1 (438 pts), des Fi 97 (428-431 pts), de l'Aero A. 200 (429 pts) et le RWD-9 (427 pts). Les autres scores étaient: Klemm Kl 36 - 394-407 pts, PZL.26 - 383 pts, Puss Moth - 373 pts et Bredas - 323-346 pts.
Le 3 et 4 septembre se tient la première épreuve, une distance minimale nécessaire au décollage.
| Pos. | Pilote              | Équipe          | Avions         | Distance | Points  |
| ---- | ------------------- | --------------- | -------------- | -------- | ------- |
| 1.   | Vojtěch Žáček       | Tchécoslovaquie | Aero A.200     | 74.5 m   | 141 pts |
| 2.   | Jerzy Bajan         | Pologne         | RWD-9S         | 76.1 m   | 140 pts |
| 3.   | Ján Ambruš          | Tchécoslovaquie | Aero A.200     | 77.6 m   | 138 pts |
| 4.   | Szczepan Grzeszczyk | Pologne         | PZL.26         | 78.2 m   | 138 pts |
| 5.   | Gerhard Hubrich     | Allemagne       | Fieseler Fi 97 | 78.3 m   | 138 pts |

À l'issue de la première épreuve, trois Allemands volant sur Bf 108 Theo Osterkamp (597 points), Werner Junck (596 points) et Otto Brindlinger (594 points) sont en tête du classement.
Le 4 et 5 septembre se tient la deuxième épreuve, une distance minimale nécessaire à l’atterrissage.
| Pos. | Pilote                | Équipe    | Avions         | Distance | Points  |
| ---- | --------------------- | --------- | -------------- | -------- | ------- |
| 1.   | Hans Seidemann        | Allemagne | Fieseler Fi 97 | 75 m     | 210 pts |
| 2.   | Tadeusz Karpiński     | Pologne   | PZL.26         | 78.2 m   | 208 pts |
| 3.   | Gerhard Hubrich       | Allemagne | Fieseler Fi 97 | 79 m     | 206 pts |
| 4.   | Andrzej Włodarkiewicz | Pologne   | PZL.26         | 79.7 m   | 205 pts |
| 5.   | Jerzy Bajan           | Pologne   | RWD-9S         | 79.8 m   | 205 pts |
| 6.   | Walter MacPherson     | Pologne   | DH-80A         | 80.8 m   | 203 pts |

Le 5 septembre se tient l'épreuve évaluant la plus faible consommation en carburant.
| Pos. | Pilote              | Équipe    | Avions  | Vitesse | Points |
| ---- | ------------------- | --------- | ------- | ------- | ------ |
| 1.   | Karl Francke        | Allemagne | Bf 108A | 10.5    | 95 pts |
| 2.   | Werner Junck        | Allemagne | Bf 108A | 11.07   | 90 pts |
| 3.   | Theo Osterkamp      | Allemagne | Bf 108A | 11.48   | 86 pts |
| 4.   | Jerzy Bajan         | Pologne   | RWD-9S  | 12.11   | 79 pts |
| 5.   | Szczepan Grzeszczyk | Pologne   | PZL.26  | 12.26   | 78 pts |

Du 2 au 6 septembre se tient l'épreuve du vol à vitesse minimale. Initialement prévue le 31 août, les mauvaises conditions météorologiques conduisirent à retarder l'épreuve.
| Pos. | Pilote                | Équipe          | Avions      | Vitesse    | Points |
| ---- | --------------------- | --------------- | ----------- | ---------- | ------ |
| 1.   | Jerzy Bajan           | Pologne         | RWD-9S      | 54.14 km/h | 83 pts |
| 2.   | Jan Anderle           | Tchécoslovaquie | RWD-9W      | 55.24 km/h | 79 pts |
| 3.   | Ján Ambruš            | Tchécoslovaquie | Aero A.200  | 55.88 km/h | 76 pts |
| 4.   | Stanisław Płonczyński | Pologne         | RWD-9S      | 56.72 km/h | 73 pts |
| 5.   | Wolfgang Stein        | Allemagne       | Klemm Kl 36 | 57.67 km/h | 69 pts |
| 6.   | Fritz Morzik          | Allemagne       | Klemm Kl 36 | 57.78 km/h | 68 pts |

### Épreuve de rallye
| \| Varsovie Königsberg Berlin Cologne Bruxelles Paris Bordeaux Pau Madrid Séville Sidi Bel Abbès Alger Tunis Palerme Naples Rome Rimini Zagreb Vienne Brno Prague Katowice \| Étapes du rallye aérien |
| Varsovie Königsberg Berlin Cologne Bruxelles Paris Bordeaux Pau Madrid Séville Sidi Bel Abbès Alger Tunis Palerme Naples Rome Rimini Zagreb Vienne Brno Prague Katowice                               |

La deuxième partie du concours consistait en un rallye de 9534 km sur l’Europe selon le parcours Varsovie - Königsberg - Berlin - Cologne - Bruxelles - Paris - Bordeaux - Pau - Madrid - Séville - Casablanca - Meknès - Sidi Bel Abbès - Alger (point de repère) - Biskra - Tunis - Palerme - Naples - Rome - Rimini - Zagreb - Vienne - Brno - Prague - Katowice - Lwów - Wilno - Varsovie
Les équipages décollent le 7 septembre. Les premiers équipages achèvent leur tour le 14 septembre.
| Pos. | Pilote                | Équipe          | Avions         | Vitesse moy. | Points    |
| ---- | --------------------- | --------------- | -------------- | ------------ | --------- |
| 1.   | Georg Pasewaldt       | Allemagne       | Fieseler Fi 97 | 215.33 km/h  | - 880 pts |
| 2.   | Ignacy Giedgowd       | Pologne         | PZL.26         | 213.33 km/h  | - 880 pts |
| 3.   | Ján Ambruš            | Tchécoslovaquie | Aero A.200     | 211.12 km/h  | - 880 pts |
| 4.   | Piotr Dudziński       | Pologne         | PZL.26         | 211.05 km/h  | - 880 pts |
| 5.   | Theo Osterkamp        | Allemagne       | Bf 108         | 208.74 km/h  | - 875 pts |
| 6.   | Hans Seidemann        | Allemagne       | Fieseler Fi 97 | 208.28 km/h  | - 874 pts |
| 7.   | Stanisław Płonczyński | Pologne         | RWD-9          | 206.89 km/h  | - 868 pts |
| 8.   | Jerzy Bajan           | Pologne         | RWD-9          | 205.15 km/h  | - 861 pts |
| 9.   | Jan Anderle           | Tchécoslovaquie | RWD-9          | 203.69 km/h  | - 855 pts |
| 10.  | Kurt Bayer            | Allemagne       | Fieseler Fi 97 | 203.47 km/h  | - 854 pts |

### Épreuve de vitesse
La dernière épreuve était un sprint effectué sur un parcours triangulaire de 297 km en partant de Mokotowskie.
| Pos.   | Pilote                | Équipe          | Avions         | Vitesse moy. | Points |
| ------ | --------------------- | --------------- | -------------- | ------------ | ------ |
| 1.     | Theo Osterkamp        | Allemagne       | Bf 108A        | 291 km/h     | 81 pts |
| 2.     | Karl Francke          | Allemagne       | Bf 108A        | 287 km/h     | 77 pts |
| 3.     | Werner Junck          | Allemagne       | Bf 108A        | 283 km/h     | 73 pts |
| 4.     | Stanisław Płonczyński | Pologne         | RWD-9S         | 255 km/h     | 45 pts |
| 5.     | Jan Buczyński         | Pologne         | RWD-9S         | 254 km/h     | 44 pts |
| 6.     | Jerzy Bajan           | Pologne         | RWD-9S         | 251 km/h     | 41 pts |
| 7/8.   | Henryk Skrzypiński    | Pologne         | RWD-9W         | 243 km/h     | 33 pts |
| 7/8.   | Hans Seidemann        | Allemagne       | Fieseler Fi 97 | 243 km/h     | 33 pts |
| 9.     | Piotr Dudziński       | Pologne         | PZL.26         | 241 km/h     | 31 pts |
| 10/11. | Gerhard Hubrich       | Allemagne       | Fieseler Fi 97 | 239 km/h     | 29 pts |
| 10/11. | Georg Pasewaldt       | Allemagne       | Fieseler Fi 97 | 239 km/h     | 29 pts |
| 12/14. | Wolf Hirth            | Allemagne       | Fieseler Fi 97 | 237 km/h     | 27 pts |
| 12/14. | Ján Ambruš            | Tchécoslovaquie | Aero A.200     | 237 km/h     | 27 pts |
| 12/14. | Jan Anderle           | Tchécoslovaquie | RWD-9W         | 237 km/h     | 27 pts |
| 15.    | Kurt Bayer            | Allemagne       | Fieseler Fi 97 | 236 km/h     | 26 pts |
| 16.    | Vojtěch Žáček         | Tchécoslovaquie | Aero A.200     | 224 km/h     | 14 pts |
| 17.    | Armando François      | Italie          | PS-1           | 223 km/h     | 13 pts |

## Classement final
| Pos. | Pilote                | Équipe          | Avions           | Matricule   | Pts : tech + rallye + vit | Total |
| ---- | --------------------- | --------------- | ---------------- | ----------- | ------------------------- | ----- |
| 1.   | Jerzy Bajan           | Pologne         | RWD-9S           | SP-DRD / 71 | 994 + 861 + 41            | 1896  |
| 2.   | Stanisław Płonczyński | Pologne         | RWD-9S           | SP-DRC / 75 | 953 + 868 + 45            | 1866  |
| 3.   | Hans Seidemann        | Allemagne       | Fieseler Fi 97   | D-IPUS / 19 | 939 + 874 + 33            | 1846  |
| 4.   | Ján Ambruš            | Tchécoslovaquie | Aero A.200       | OK-AMB / 52 | 915 + 880 + 27            | 1822  |
| 5.   | Theo Osterkamp        | Allemagne       | Bf 108A          | D-IMUT / 14 | 854 + 875 + 81            | 1810  |
| 6.   | Werner Junck          | Allemagne       | Bf 108A          | D-IJES / 16 | 895 + 838 + 73            | 1806  |
| 7.   | Jan Buczyński         | Pologne         | RWD-9S           | SP-DRE / 72 | 920 + 836 + 44            | 1800  |
| 8.   | Jan Anderle           | Tchécoslovaquie | RWD-9W           | OK-AMD / 54 | 915 + 855 + 27            | 1797  |
| 9.   | Georg Pasewaldt       | Allemagne       | Fieseler Fi 97   | D-IDAH / 22 | 885 + 880 + 29            | 1794  |
| 10.  | Karl Francke          | Allemagne       | Bf 108A          | D-IGAK / 15 | 899 + 816 + 77            | 1792  |
| 11.  | Piotr Dudziński       | Pologne         | PZL.26           | SP-PZL / 61 | 875 + 880 + 31            | 1786  |
| 12.  | Kurt Bayer            | Allemagne       | Fieseler Fi 97   | D-IBYR / 18 | 902 + 854 + 26            | 1782  |
| 13.  | Wolf Hirth            | Allemagne       | Fieseler Fi 97   | D-IVIF / 17 | 915 + 819 + 27            | 1761  |
| 14.  | Vojtěch Žaček         | Tchécoslovaquie | Aero A.200       | OK-AMA / 51 | 890 + 845 + 14            | 1749  |
| 15.  | Henryk Skrzypiński    | Pologne         | RWD-9W           | SP-DRB / 76 | 883 + 826 + 33            | 1742  |
| 16.  | Gerhard Hubrich       | Allemagne       | Fieseler Fi 97   | D-IZUH / 21 | 936 + 763 + 29            | 1728  |
| 17.  | Ignacy Giedgowd       | Pologne         | PZL.26           | SP-PZM / 62 | 839 + 880 + 0             | 1719  |
| 18.  | Armando François      | Italie          | Pallavicino PS-1 | I-FRAN / 42 | 801 + 747 + 13            | 1561  |
| 19.  | Ernesto Sanzin        | Italie          | Breda Ba.39S     | I-LUDO / 46 | 559 + 723 + 0             | 1282  |

Le premier prix était de 100 000 francs français, la 2ème place de 50 000 F, la 3ème place avec 25 000 F, la 4ème place avec 15 000 F, de la 5ème à la 20ème place : 10 000 F